# 조셉 필라토
조셉 필라토(Joseph Pilato, 1949년 3월 16일 ~ 2019년 3월 24일)는 미국의 배우, 성우, 영화배우이다.

## 영화
- 썸원스 노킹 앳 더 도어 (2009년)
- 굴스 (2003년)
- 디지몬 어드벤처 : 우리들의 워 게임! (2000년) - 메탈그레이몬 영어 더빙 역
- 디지몽: 디지털 몬스터 (1999년)
- 첫사랑 (1998년)
- 위시마스타 (1997년)
- 네온 사인 (1996년)
- 데몰리션니스트 (1995년)
- 펄프 픽션 (1994년) - 딘 마틴 역
- 은밀한 관계 (1993년)
- 에이리어네이터 (1989년)
- 여군 외인 부대 (1989년)
- 겅호 (1986년)
- 살아있는 시체들의 밤 3 - 시체들의 날 (1985년) - 포디스 역
- 시체들의 새벽 (1978년)